# Virginia, South Australia
Virginia är en del av en befolkad plats i Australien. Den ligger i kommunen Playford och delstaten South Australia, omkring 29 kilometer norr om delstatshuvudstaden Adelaide.
Närmaste större samhälle är Gawler, omkring 19 kilometer öster om Virginia.
Trakten runt Virginia består till största delen av jordbruksmark. Runt Virginia är det tätbefolkat, med 762 invånare per kvadratkilometer. Genomsnittlig årsnederbörd är 593 millimeter. Den regnigaste månaden är juli, med i genomsnitt 95 mm nederbörd, och den torraste är december, med 13 mm nederbörd.